# Малий Оток (Леград)
Малий Оток (хорв. Mali Otok) — населений пункт у Хорватії, у Копривницько-Крижевецькій жупанії у складі громади Леград.

## Населення
Населення за даними перепису 2011 року становило 146 осіб.
Динаміка чисельності населення поселення: